# Aleksandr Kljutjarjov
Aleksandr Kljutjarjov (russisk: Александр Сергеевич Ключарёв tr. Aleksandr Sergejevitj Kljutjarjov, født den 19. februar 1906 i Kasan i Det Russiske Kejserrige, død 30. marts 1972 samme sted) var en tartarsk russisk komponist og dirigent.
Kljutjarjov studerede komposition på Musikkonservatoriet i Moskva (1932-1934) hos bl.a. Reinhold Gliere. Han skrev en symfoni, orkesterværker, kammermusik, opera, balletmusik, sange, scenemusik etc. Han var nok mest kendt for sine orkesterkompositioner, som f.eks. hans "Volga Symfoni" (1954), som blev et ikonisk værk for tartarbefolkningen. Kljutjarjov var dirigent for det Tartarske Statsfilharmoniske Orkester (1940-1953). Han havde flere ledende positioner, bl.a. hos kulturafdelingen på tartarsk radio.

## Udvalgt værk
- Volga Symfoni (1954) - for stort orkester